# María Paz Jorquiera
María Paz Jorquiera Péndola (Santiago, 17 de diciembre de 1980) es una actriz, comediante y presentadora de televisión chilena.

## Biografía
Nació en Santiago de Chile el 17 de diciembre de 1980 en el seno de una familia clase media donde ella es la segunda de tres hermanos. A los 5 años se fue a vivir a El Salvador, campamento minero de Codelco donde su padre fue contratado para ser el director de una escuela rural perteneciente a la misma empresa. Viajaba ocasionalmente a la capital para visitar a sus familiares.
Vivió en el norte de Chile hasta la edad de 17 años que fue cuando entró a estudiar Licenciatura en Arte con mención en Actuación Teatral en la Universidad de Chile. El 2000, mismo año de ingreso, fue parte de la obra teatral Insultos al Público bajo la dirección de Luis Ureta, seguidamente se integra al elenco de Ofelia, obra escrita y dirigida por Marcela Terra. Para 2001 actúa en obras como Lloviendo a chuzos, escrita y dirigida por Enver Melis, Faustino, dirigida por Luis Alonso y Patricio el Feo dirigida por Rodrigo Pérez.
Al egresar de la universidad se fue de gira con la obra Cabarecht que era auspiciada por su misma casa de estudio. Posteriormente, fue llamada para participar en Teatro en Chilevisión en donde se hizo conocida en el área televisiva. Gracias a esto fue llamada desde Mega para ser parte del elenco de las telenovelas que se emitían dentro del programa juvenil Mekano: Xfea2, EsCool y Porky te amo. Luego, actuó en las teleseries centrales del mismo canal Montecristo y Fortunato. También trabajó como modelo en el programa Rec de Chilevisión.
En 2009, protagonizó la serie Aquí no hay quien viva junto a José Martínez.
Tras haber sido llamada a un casting de una nueva producción de Vía X llamada Los improvisadores, en la cual quedó seleccionada inmediatamente, desde enero de 2010 perteneció al elenco del programa en el cual participa junto a los integrantes del Colectivo Teatral Mamut. Tras el éxito del programa el canal decidió realizar una presentación en vivo. Es así como el 15 de mayo de 2010 Los improvisadores actuaron en el teatro Caupolicán ante más de 4 mil fanáticos.
En  2011, hace su primera incursión en el cine, con la película 03:34 Terremoto en Chile, teniendo un personaje secundario. La película trata de tres historias reales que cuentan como vivieron el terremoto de 2010 diferentes personas.
En 2017, el programa televisivo en el que participaba MILF, de UCV TV fue nominado a la categoría Mejor Humorista - Programa de Humor de los Copihue de Oro 2017, obteniendo el triunfo frente a grandes humoristas y programas de la televisión chilena como Bombo Fica, Fabrizio Copano, Morandé con compañía, Rodrigo Villegas y Stefan Kramer. Ese mismo año, protagonizó una discusión con el entonces candidato presidencial José Antonio Kast en el programa Diana de Canal 13, conducido por Diana Bolocco, ya que este último se refirió en contra del aborto por causal de violación, postura con la que Maly no concordó y lo trató de "loco". Posterior a ello, Maly le pidió disculpas en el mismo programa de televisión.
En 2018, fue coronada como Reina Guachaca 2018, derrotando a la actriz Belén Mora y la locutora radial Mary Almazábar de Radio Carolina. Ese mismo año, fue invitada al programa Vértigo junto a Ariel Levy, Eli de Caso, Daniella Chávez y Sebastián Jiménez, siendo triunfadora por el apoyo del público.
En 2019 se integra a Canal 13 donde asume la conducción del programa de trasnoche Sigamos de largo, junto a Sergio Lagos y Francisca García-Huidobro.
En 2023, debuta en el mundo digital con un podcast en YouTube titulado Hazte ver, en el que mezcla el humor con la salud mental. 

## Vida personal
Mantenía una relación con el también comediante Sergio Freire, con quien tiene un hijo, Lucas, nacido en 2017.

## Filmografía

### Telenovelas
| Teleseries | Teleseries    | Teleseries          | Teleseries  |
| Año        | Teleserie     | Rol                 | Canal       |
| ---------- | ------------- | ------------------- | ----------- |
| 2004       | Xfea2         | Isabel Buenaventura | Mega        |
| 2005       | EsCool        | Catalina Valdieso   | Mega        |
| 2005       | Mitú          | Daniela García      | Mega        |
| 2006       | Porky te amo  | Nicole Dekovic      | Mega        |
| 2006       | Montecristo   | Erika Carreño       | Mega        |
| 2007       | Fortunato     | Hilda Cuevas        | Mega        |
| 2009       | Sin anestesia | Fantasía Duvall     | Chilevisión |
| 2011       | Vampiras      | Victoria Piuchén    | Chilevisión |
| 2012       | Gordis        | Cosu Rarelli        | Chilevisión |

Series
| Año        | Serie                  | Personaje         | Canal       |
| ---------- | ---------------------- | ----------------- | ----------- |
| 2015       | Los Galindo            | Loreto Echeverría | TVN         |
| 2008, 2010 | Infieles               | Varios personajes | Chilevisión |
| 2009       | Aquí no hay quien viva | Tamara Álvarez    | Chilevisión |
| 2011       | Cesante                | Irene             | Chilevisión |

Programas
| Programas | Programas             | Programas                | Programas   |
| Año       | Programa              | Rol                      | Canal       |
| --------- | --------------------- | ------------------------ | ----------- |
| 2010-2014 | Teatro en Chilevisión | Actriz/Muchos personajes | Chilevisión |
| 2010-2011 | Los improvisadores    | Invitada                 | Vía X       |
| 2011      | Así somos             | Invitada                 | La Red      |
| 2013      | El club de la comedia | Comediante               | Chilevisión |
| 2015      | Mentiras verdaderas   | Invitada                 | La Red      |
| 2015      | Ridículos Chile       | Invitada                 | Canal 13    |
| 2015      | Lip Sync Chile        | Invitada                 | TVN         |
| 2017      | Algo personal         | Invitada                 | TV+         |
| 2017-2019 | Milf                  | Panelista                | TV+         |
| 2017      | Mucho gusto           | Invitada                 | Mega        |
| 2017      | El Show de La Red     | Invitada                 | La Red      |
| 2017      | Diana                 | Invitada                 | Canal 13    |
| 2018      | Toc Show              | Invitada                 | TV+         |
| 2018      | Mucho gusto           | Invitada                 | Mega        |
| 2018      | Vértigo               | Invitada / Ganadora      | Canal 13    |
| 2018      | La noche es nuestra   | Invitada                 | Chilevisión |
| 2018      | Sigamos de largo      | Invitada                 | Canal 13    |
| 2018      | En su propia trampa   | Invitada                 | Canal 13    |
| 2019-2021 | Sigamos de largo      | Conductora               | Canal 13    |

### Cine
| Año  | Película                 | Personaje        |
| ---- | ------------------------ | ---------------- |
| 2011 | 03:34 Terremoto en Chile | Francisca        |
| 2011 | Dios me libre            | Flavia Hernández |
| 2017 | Talca, París y Londres   |                  |

## Teatro
- Insultos al Público
- Ofelia
- Lloviendo a chuzos
- Faustino
- Patricio el Feo
- Cabarecht
- El Rey Que No Creía en los Cuentos de Hadas (2009)
- Debajo de las polleras (2009)

## Premios y nominaciones
| Año  | Premio                     | Categoría                                        | Resultado |
| ---- | -------------------------- | ------------------------------------------------ | --------- |
| 2017 | Copihue de Oro             | Mejor humorista o programa televisivo (Por Milf) | Ganadora  |
| 2018 | Reyes Guachaca (La Cuarta) | Reina Guachaca                                   | Ganadora  |
| 2018 | Vértigo                    | Ganadora del Programa                            | Ganadora  |